# Michael Olise
Michael Akpovie Olise (Hammersmith, 12 de dezembro de 2001) é um futebolista profissional que atua como ponta ou meio-campista. Atualmente joga pelo Bayern de Munique, clube da Bundesliga. Nascido em Inglaterra, representa a França a nível internacional juvenil.

## Carreira

### Início de carreira
Na infância, Olise integrou as academias do Arsenal, Chelsea (onde jogou dos 7 aos 14 anos) e Manchester City.

### Reading
Em julho de 2018, Olise juntou-se à academia do Reading. Em 12 de março de 2019, fez a sua estreia pelo clube, numa derrota em casa por 3–0 frente ao Leeds United. Em 15 de julho, Michael assinou um contrato profissional de 3 anos pelos Royals. Em 19 de setembro de 2020, marcou o seu primeiro gol no campeonato pelo Reading, numa vitória por 2–0 sobre o Barnsley, no Madejski Stadium. Em 29 de abril de 2021, Olise foi eleito Jovem Jogador da Temporada da EFL.

### Crystal Palace
Em 8 de julho de 2021, Olise assinou um contrato de 5 anos pelo Crystal Palace, da Premier League, após os Eagles ativarem a sua cláusula de rescisão de 8,37 milhões de libras.
Em 11 de setembro de 2021, Olise fez a sua estreia na Premier League, substituindo Jordan Ayew no 86º minuto de uma vitória em casa por 3–0 sobre o Tottenham Hotspur.
Em 3 de outubro, após entrar como suplente na 2ª parte, Olise marcou o seu primeiro gol na Premier League, num empate em casa por 2–2 frente ao Leicester City; tornando-se o mais jovem jogador do Crystal Palace a marcar na competição desde Clinton Morrison em 1998.
Em 23 de outubro, Olise foi pela primeira vez titular pelos Eagles, num empate em casa por 1–1 frente ao Newcastle United.
Em 9 de abril de 2023, Olise tornou-se o mais jovem jogador da história da Premier League a fazer 3 assistências em jogo aberto (isto é, excluindo lances de bola parada) numa única partida, atingindo tal feito numa vitória por 5–1 sobre o Leeds United. Em 13 de maio, ao assistir Eberechi Eze no 2º gol de uma vitória por 2–0 sobre o Bournemouth, Olise tornou-se o primeiro jogador na história do Palace a registar 10 assistências numa única temporada na Premier League.

### Bayern de Munique
Em 7 de julho de 2024, o Bayern de Munique, clube da Bundesliga, anunciou a contratação de Olise em um contrato de cinco anos válido até 30 de junho de 2029, após ele ter rejeitado o Chelsea.

## Carreira internacional
Olise nasceu em Inglaterra, filho de pai nigeriano e mãe franco-argelina, sendo elegível para representar França, Argélia, Inglaterra ou Nigéria a nível internacional. Em 27 de maio de 2019, foi convocado pela França Sub-18 para o Torneio de Toulon de 2019, fazendo a sua estreia em 2 de junho, contra o Catar Sub-23. Em março de 2021, Olise foi colocado na "lista de espera" da convocatória da Seleção da Nigéria para jogos de qualificação para a Taça das Nações Africanas de 2021 contra Benim e Lesoto.
Em março de 2022, Olise foi convocado pela primeira vez pela Seleção Francesa Sub-21, estreando em 24 de março numa vitória por 2–0 sobre as Ilhas Faroé Sub-21.

## Estilo de Jogo
Olise é canhoto e, em campo, pode atuar como extremo (em ambos os lados) ou médio-ofensivo. É conhecido pela sua capacidade de efetuar passes rapidamente, rasgando defesas. Demonstra qualidade no primeiro toque e na percepção em campo. Graças à sua qualidade de passe, Michael é capaz de colocar passes em profundidade nas costas da defesa ou virar o jogo durante um ataque.
Com a bola, Olise é ágil e móvel. É capaz de mudar de direção rapidamente, usando a sua velocidade, destacando-se no drible em espaços apertados.

## Vida Pessoal
O irmão mais novo de Michael, Richard Olise, é também futebolista, integrando a academia do Chelsea desde os Sub-9; atualmente, representa Inglaterra a nível Sub-18.

## Estatísticas de Carreira
- Atualizado até 28 de maio de 2023[28]

| Clube              | Temporada         | Campeonato        | Campeonato | Campeonato | FA Cup | FA Cup | EFL Cup | EFL Cup | Total | Total |
| Clube              | Temporada         | Divisão           | Jogos      | Golos      | Jogos  | Golos  | Jogos   | Golos   | Jogos | Golos |
| ------------------ | ----------------- | ----------------- | ---------- | ---------- | ------ | ------ | ------- | ------- | ----- | ----- |
| Reading            | 2018–19           | Championship      | 4          | 0          | 0      | 0      | 0       | 0       | 4     | 0     |
| Reading            | 2019–20           | Championship      | 19         | 0          | 3      | 0      | 1       | 0       | 22    | 0     |
| Reading            | 2020–21           | Championship      | 44         | 7          | 1      | 0      | 1       | 0       | 46    | 7     |
| Reading            | Total             | Total             | 67         | 7          | 4      | 0      | 2       | 0       | 73    | 7     |
| Palácio de Cristal | 2021–22           | Premier League    | 26         | 2          | 5      | 2      | 0       | 0       | 31    | 4     |
| Palácio de Cristal | 2022–23           | Premier League    | 37         | 2          | 1      | 0      | 2       | 0       | 40    | 2     |
| Palácio de Cristal | Total             | Total             | 63         | 4          | 6      | 2      | 2       | 0       | 71    | 6     |
| Total de Carreira  | Total de Carreira | Total de Carreira | 130        | 11         | 10     | 2      | 4       | 0       | 144   | 13    |

## Títulos
Bayern de Munique
- Bundesliga: 2024–25[29]
- Supercopa da Alemanha: 2025[30]

Individual
- Bolsista da Temporada do Reading: 2018-19[31]
- Jovem Jogador da Temporada do Championship: 2020–21[32]
- Equipa da Temporada do Championship: 2020–21[33]
- Equipa do Ano da PFA: Championship 2020–21[34]
- Golo do Mês da Premier League: janeiro de 2023[35]
- Jogador da Temporada dos Jogadores do Crystal Palace: 2022–23[36]
- Golo da Temporada do Crystal Palace: 2022–23[37]
- Equipe da Temporada da Bundesliga (Kicker): 2024–25[38]